# 심리포
심리포(深里浦)는 전라남도 신안군 흑산면 심리 인근에 있는 해역이다. 지역주민들이 심리 마을에 있어서 "심리포"라고 부르고 있으며, 해도상에도 "심리포"로 표기하고 있다.

## 해양지명
- 제정 해양지명 : 심리포[1]
- 대표위치(WGS-84) : 34°38´55.3"N, 125°23´38.7"E
- 범위 : 전남 신안군 흑산면 심리 34°39‘26.2”N, 125°23‘12.3”E과 34°38‘37.4”N, 125°23‘05.4”E를 연결한 해역